# 天使在人間

《天使在人間》封面

《天使在人間》是一本2008年香港書展期間首度出版的袋裝書，賣點是阿嬌的事後感。有人推測，她想復出香港娛樂圈，可是不為部分網民接受，所以借此印刷媒體書籍，訴心聲，試探公眾反應。
其實阿嬌接受這次訪問，基本上是為2008年2月的聲明做補充。
她說開那個記者會，是要承認她真的拍過那些照片。這事令支持她的人包括小朋友及家長失望，她感到很抱歉很難堪。
她十分清楚網民對她的意見。她明白「網上說話不用負責任，所以大家都可以出言甚狠。」不喜歡她的人「甚至會說許多難聽的話，我為此再不忿也是徒然。」
但阿嬌還是回應了某些意見。「有人說我在早前被偷拍更衣照而哭得死去活來，今次反而沒有哭，前者是做戲博同情。借此我很想大家明白，那次偷拍，非出於自願……」，雖然那些私人的照片也不是她自願公開的，但畢竟她有拍過，所以不想在承認這事時哭泣。
「又有人說我欺騙歌迷，又說我的聲明純為推卸責任，我真的呆了。難道我每天都要大肆向歌迷公開我私下做過甚麼甚麼，不能有半點私穩？又難道出來交代，承認自己做過這事，反而是推卸責任？我真的不懂。」
在此書中，阿嬌又透露，陳冠希拍的裸照流出，令她不想見人，害怕得發瘋。阿嬌說她形容自己「好傻好天真」，是指錯愛陳某，不是指拍那些照片。阿嬌沒有想過恨他，「我既然愛過他，無謂怪責他，他已經為這事付出了代價。」
至於Twins組合若果繼續，可能連累阿Sa，所以阿嬌很為難。她知道這段時間，阿Sa為她負起不少重擔，很辛苦，「無論發生甚麼事，大家每每找她回應，她不但要面對自己的壓力，還怕答錯問題會累及我……我真的對不起她。每當我向她講抱歉，她總反過來安慰我，要我千萬別說傻話」。
《天使在人間》ISBN 9789888005154，其他受訪者有英皇娛樂旗下藝人: 容祖兒、謝霆鋒、鍾欣桐、譚耀文、關智斌、泳兒、鄭希怡、鍾舒漫、洪卓立。
此書是義賣的，收入捐作英皇集團慈善基金。

## 外部參考
- 天使在人間 （页面存档备份，存于）
- 《天使在人間》節選